# Elia Andrioletti
Elia Andrioletti (* 9. Juni 1952 in Vertova, Region Lombardei) ist ein italienischer Endurosportler. Während seiner sportlichen Karriere wurde er mehrmals Europa- und italienischer Meister.

## Karriere
Andrioletti begann seine sportliche Karriere 1970. 1973 wurde er in der Klasse bis 100 cm³ mit einer KTM italienischer Enduro-Meister. Fortan fuhr er ausschließlich auf Motorrädern der österreichischen Marke. Im folgenden Jahr verteidigte er seinen nationalen Titel. 1976 gewann er in der Klasse bis 175 cm³ die Enduro-Europameisterschaft und wurde erneut italienischer Meister. Außerdem wurde er in diesem Jahr Klassensieger beim italienischen Endurorennen Valli Bergamasche. Im folgenden Jahr wiederholte er seine Siege bei der Europameisterschaft und bei der Valli Bergamasche.
1978 wechselte er in die Klasse der Motorräder bis 350 cm³. Erneut gelang es ihm, die Europameisterschaft und den Klassensieg bei der Valli Bergamasche zu erringen. Außerdem gewann er die Roof of Africa in Südafrika. 1979 war er Mitglied der siegreichen italienischen Trophy-Nationalmannschaft bei der Internationalen Sechstagefahrt in Deutschland. 1980 war er wiederum Mitglied der Siegermannschaft bei der Sechstagefahrt in Brioude in Frankreich. Bei der Valli Bergamasche gewann er in der Klasse bis 125 cm³. 1981 gewann er erneut die Roof of Africa. Im gleichen Jahr nahm er mit dem KTM-Werksteam an der Rallye Paris-Dakar teil die er jedoch nicht beendete. 
Bei seinen zwölf Teilnahmen bei der Internationalen Sechstagefahrt gewann er neun Goldmedaillen und drei Mal in seiner Klasse.

## Wichtigste Erfolge
Italienischer Enduro-Meister1973, 1974, 1976
Enduro-Europameister1976, 1977, 1978
Internationale Sechstagefahrt1979, 1980